# Afrikaanse Hebreeërs

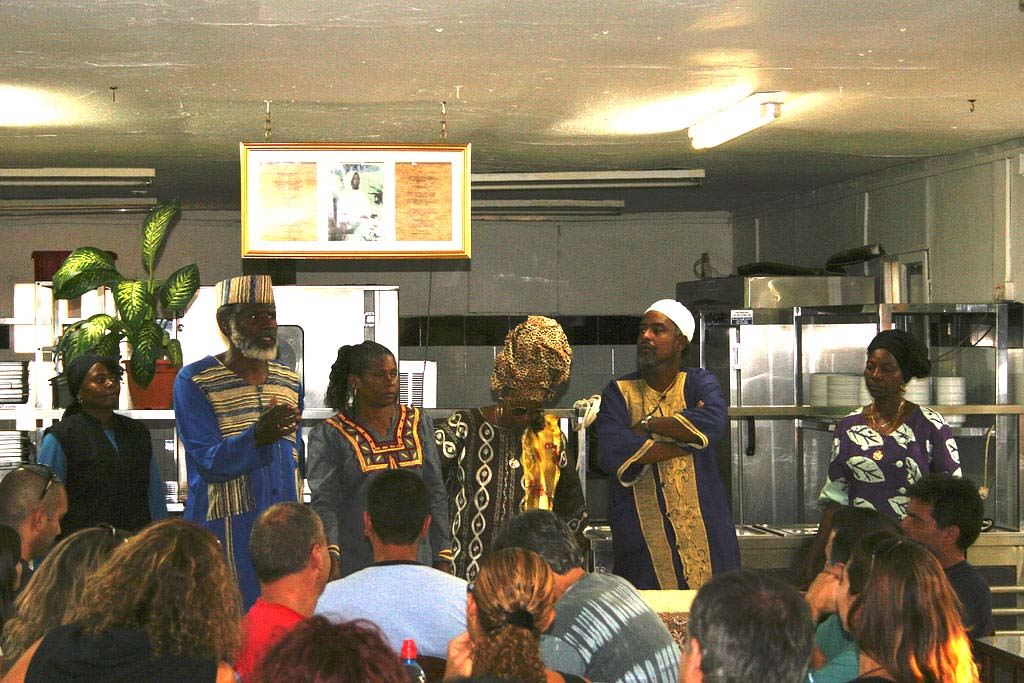
Afrikaanse Hebreeërs in Dimona

De Afrikaanse Hebreeërs (noemen zichzelf: Het Originele Afrikaanse Hebreeuwse Israëlitische Volk van Jeruzalem) is een nieuwe religieuze beweging met vele splintergroepen die beweren van Israëlitische afkomst te zijn en die via slavernij naar de Verenigde Staten gekomen zou zijn. De groep wijst de Talmoed af, evenals de idee dat het jodendom slechts via de lijn van de moeder kan worden doorgegeven. Verder menen ze dat de huidige joden niet werkelijk afstammen van de Twaalf stammen van Israël en dat "blanke joden" de taal, religie en cultuur gestolen zouden hebben van de "echte joden". Ze zijn niet verwant aan de Beta Israël-joden uit Ethiopië.
De leider Ben Ammi Carter (toen Ben Carter) zou dit in een visioen van de engel Gabriël voor zich hebben gezien. Hij wist volgelingen te verzamelen en vestigde zich twee jaar in Liberia, alvorens naar Israël te vertrekken. De eerste leden kwamen aan in 1969.
De Afrikaanse Hebreeërs leven veganistisch en zien af van het gebruik van drugs en medicijnen uit de farmaceutische industrie. In Israël bezitten en drijven ze een keten vegetarische restaurants.

## Straatpreken
Een deel van de Afrikaanse Hebreeërs valt op door de felle straatpreken die ze houden in de publieke buitenruimte.